# Raquel Ejerique
Raquel Pérez Ejerique  (Valencia, 16 de junio de 1979), más conocida como Raquel Ejerique, es una periodista española. Dirigió los informativos de la radiotelevisión y web públicas de la Comunidad Valenciana. Antes trabajó en eldiario.es, donde fue redactora jefe de Política Social e Investigación, y es conocida por haber sacado a la luz el caso Cifuentes, trabajo periodístico por el que fue nominada a la mejor cobertura en los Premios Gabriel García Márquez 2019. Actualmente trabaja como adjunta al director de eldiario.es.

## Biografía
Es licenciada en periodismo por la Universidad CEU San Pablo. Ha escrito en varios medios de comunicación como ABC, La Razón, 20 minutos o Terra Networks. También ha sido locutora en la Cadena SER. Fue jefa de Actualidad de terra.es y jefa de política social de eldiario.es.
La investigación periodística de Raquel Ejerique ha contribuido a destapar escándalos como el de los plagios del rector de la Universidad Rey Juan Carlos, Fernando Suárez Bilbao, o el caso Cifuentes.
En 2020 fue nombrada directora de Informativos de la radiotelevisión valenciana À Punt.
En septiembre de 2023 se anuncia su incorporación como adjunta al director en eldiario.es.